# Doc McGhee
Doc McGhee (...) è un manager musicale statunitense, noto per aver lavorato con KISS, Bon Jovi, e Mötley Crüe.

## Gruppi di cui è stato manager
- Mötley Crüe (1982-1989)
- Bon Jovi (1984-1991)
- KISS (1996-)
- Skid Row (1988-)
- Hootie & the Blowfish
- Scorpions
- Benise
- Jypsi (2007-)
- Nico Vega (2009-2010)
- Night Ranger (2007-)
- Crooked X (2007-)